# Chirols
Chirols – miejscowość i gmina we Francji, w regionie Owernia-Rodan-Alpy, w departamencie Ardèche.
Według danych z 1990 roku gminę zamieszkiwały 223 osoby, a gęstość zaludnienia wynosiła 32 osób/km² (wśród 2880 gmin regionu Rodan-Alpy Chirols plasuje się na 1404. miejscu pod względem liczby ludności, natomiast pod względem powierzchni na miejscu 1359.).